# Interpolación cúbica monótona

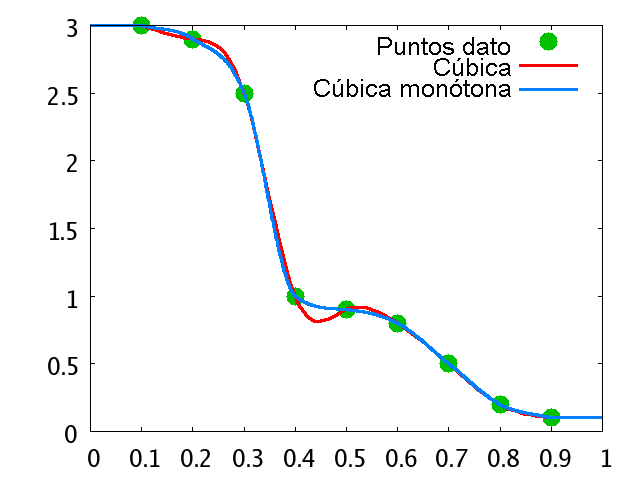
Ejemplo que muestra la interpolación cúbica no monótona (en rojo) y la interpolación cúbica monótona (en azul) de un conjunto de datos monótonos

En el campo matemático del análisis numérico,  la interpolación cúbica monótona es una variante del interpolador cúbico de Hermite que preserva la monotonicidad del conjunto de datos que se está interpolando.
La interpolación lineal preserva la monotonicidad (es decir, que la altura de la serie de puntos y de la curva sea siempre ascendente o descendente, sin cambios en el signo de la pendiente), pero la interpolación cúbica no la garantiza.

## Interpolación cúbica monótona de Hermite
La interpolación monótona se puede lograr usando el interpolador cúbico de Hermite con las tangentes {\displaystyle m_{i}} modificadas para garantizar la monotonicidad del spline de Hermite resultante.
También está disponible un algoritmo para la interpolación monótona quíntica de Hermite.

### Selección del polinomio interpolante
Hay varias formas de seleccionar tangentes de interpolación para cada punto del conjunto de datos. Esta sección describirá el uso del método de Fritsch-Carlson. Téngase en cuenta que solo se requiere una pasada del algoritmo.
Considérese que los puntos del conjunto de datos {\displaystyle (x_{k},y_{k})} se indexen en orden para {\displaystyle k=1,\,\dots \,n}.
1. Calcular las pendientes de las rectas secantes entre puntos sucesivos:{\displaystyle \delta _{k}={\frac {y_{k+1}-y_{k}}{x_{k+1}-x_{k}}}} para {\displaystyle k=1,\,\dots \,n-1}.
2. Estas asignaciones son provisionales, y pueden ser reemplazadas en los pasos restantes. Inicialícense las tangentes en cada punto de datos interior como el promedio de las secantes,{\displaystyle m_{k}={\frac {\delta _{k-1}+\delta _{k}}{2}}} para {\displaystyle k=2,\,\dots \,n-1}. 

Para los puntos finales, utilizar las diferencias de un solo lado: {\displaystyle m_{1}=\delta _{1}\quad {\text{ y }}\quad m_{n}=\delta _{n-1}\,}. Si {\displaystyle \delta _{k-1}} y {\displaystyle \delta _{k}} tienen signos opuestos, configurar {\displaystyle m_{k}=0}.
3. Para {\displaystyle k=1,\,\dots \,n-1}, siempre que {\displaystyle \delta _{k}=0} (donde dos {\displaystyle y_{k}=y_{k+1}} sucesivos sean iguales), 
 establecer {\displaystyle m_{k}=m_{k+1}=0,} ya que el spline que conecta estos puntos siempre debe decrecer (o crecer) a medida que se avanza según el eje x para preservar la monotonicidad. 
Ignorar los pasos 4 y 5 para aquellos {\displaystyle k\,}.
4. Dejar {\displaystyle \alpha _{k}=m_{k}/\delta _{k}\quad {\text{ y }}\quad \beta _{k}=m_{k+1}/\delta _{k}}. Si {\displaystyle \alpha _{k}} o {\displaystyle \beta _{k}} es negativo, entonces los puntos de datos de entrada no son estrictamente monótonos y {\displaystyle (x_{k},\,y_{k})} es un extremo local. En tales casos, aún se pueden generar curvas monótonas "por partes" eligiendo {\displaystyle m_{k}=0\,} si {\displaystyle \alpha _{k}<0} o {\displaystyle m_{k+1}=0\,} si {\displaystyle \beta _{k}<0}, aunque la monotonicidad estricta no es posible globalmente.
5. Para evitar sobrepaso y garantizar la monotonicidad, se debe cumplir al menos una de las tres condiciones siguientes:

(a) La función {\displaystyle \phi _{k}=\alpha _{k}-{\frac {(2\alpha _{k}+\beta _{k}-3)^{2}}{3(\alpha _{k}+\beta _{k}-2)}}>0\,}, 'o
(b) {\displaystyle \alpha _{k}+2\beta _{k}-3\leq 0\,}, 'o
(c) {\displaystyle 2\alpha _{k}+\beta _{k}-3\leq 0\,}. 

Solo la condición (a) es suficiente para garantizar una monotonicidad estricta: {\displaystyle \phi _{k}} debe ser positivo. 

Una forma sencilla de satisfacer esta restricción es restringir el vector {\displaystyle (\alpha _{k},\,\beta _{k})} a un círculo de radio 3. Es decir, si es {\displaystyle \alpha _{k}^{2}+\beta _{k}^{2}>9\,}, establecer {\displaystyle \tau _{k}={\frac {3}{\sqrt {\alpha _{k}^{2}+\beta _{k}^{2}}}}\,}, y cambiar la escala de las tangentes mediante {\displaystyle m_{k}=\tau _{k}\,\alpha _{k}\,\delta _{k}\quad {\text{ y }}\quad m_{k+1}=\tau _{k}\,\beta _{k}\,\delta _{k}\,}. 
Como alternativa, es suficiente restringir {\displaystyle \alpha _{k}\leq 3} y {\displaystyle \beta _{k}\leq 3\,}. Para lograr esto, si es {\displaystyle \alpha _{k}>3{\text{ o }}\beta _{k}>3\,}, configurar {\displaystyle m_{k}=3\,\delta _{k}\,}.

### Interpolación cúbica
Después del preprocesamiento anterior, la evaluación del spline interpolado es equivalente a la del interpolador cúbico de Hermite, utilizando los datos {\displaystyle x_{k}}, {\displaystyle y_{k}} y {\displaystyle m_{k}} para {\displaystyle k=1,\,\dots \,n}.
Para evaluar en {\displaystyle x}, buscar el índice {\displaystyle k} en la secuencia donde {\displaystyle x} se encuentra entre {\displaystyle x_{k}} y {\displaystyle x_{k+1}}, es decir: {\displaystyle x_{k}\leq x\leq x_{k+1}}. Calcular
{\displaystyle \Delta =x_{k+1}-x_{k}\quad {\text{ y }}\quad t={\frac {x-x_{k}}{\Delta }}}
entonces, el valor interpolado es
{\displaystyle f_{\text{ interpolada }}(x)=y_{k}\cdot h_{00}(t)+\Delta \cdot m_{k}\cdot h_{10}(t)+y_{k+1}\cdot h_{01}(t)+\Delta \cdot m_{k+1}\cdot h_{11}(t)}
donde {\displaystyle h_{ii}} son las funciones básicas para el interpolador cúbico de Hermite.

## Código de ejemplo
El siguiente código en JavaScript toma un conjunto de datos y produce una función de interpolación monótona mediante un spline cúbico:
```
/*

 * Monotone cubic spline interpolation

 * Usage example listed at bottom; this is a fully-functional package. For

 * example, this can be executed either at sites like

 * https://www.programiz.com/javascript/online-compiler/

 * or using nodeJS.

 */

function
 
DEBUG
(
s
)
 
{

    
/* Uncomment the following to enable verbose output of the solver: */

    
//console.log(s);

}

var
 
outputCounter
=
 
0
;

var
 
createInterpolant
=
 
function
(
xs
,
 
ys
)
 
{

    
var
 
i
,
 
length
=
 
xs
.
length
;

    

    
// Deal with length issues

    
if
 
(
length
 
!=
 
ys
.
length
)
 
{
throw
 
'Need an equal count of xs and ys.'
;
 
}

    
if
 
(
length
===
 
0
)
 
{
return
 
function
(
x
)
 
{
return
 
0
;
 
};
 
}

    
if
 
(
length
===
 
1
)
 
{

        
// Impl: Precomputing the result prevents problems if ys is mutated later and allows garbage collection of ys

        
// Impl: Unary plus properly converts values to numbers

        
var
 
result
=
 
+
ys
[
0
];

        
return
 
function
(
x
)
 
{
return
 
result
;
 
};

    
}

    

    
// Rearrange xs and ys so that xs is sorted

    
var
 
indexes
=
 
[];

    
for
 
(
i
=
 
0
;
 
i
 
<
 
length
;
 
i
++
)
 
{
indexes
.
push
(
i
);
 
}

    
indexes
.
sort
(
function
(
a
,
 
b
)
 
{
return
 
xs
[
a
]
 
<
 
xs
[
b
]
 
?
 
-
1
 
:
 
1
;
 
});

    
var
 
oldXs
=
 
xs
,
 
oldYs
=
 
ys
;

    
// Impl: Creating new arrays also prevents problems if the input arrays are mutated later

    
xs
=
 
[];
 
ys
=
 
[];

    
// Impl: Unary plus properly converts values to numbers

    
for
 
(
i
=
 
0
;
 
i
 
<
 
length
;
 
i
++
)
 
{

        
xs
[
i
]
=
 
+
oldXs
[
indexes
[
i
]];

        
ys
[
i
]
=
 
+
oldYs
[
indexes
[
i
]];

    
}

    
DEBUG
(
"debug: xs= [ "
 
+
 
xs
 
+
 
" ]"
)

    
DEBUG
(
"debug: ys= [ "
 
+
 
ys
 
+
 
" ]"
)

    

    
// Get consecutive differences and slopes

    
var
 
dys
=
 
[],
 
dxs
=
 
[],
 
ms
=
 
[];

    
for
 
(
i
=
 
0
;
 
i
 
<
 
length
 
-
 
1
;
 
i
++
)
 
{

        
var
 
dx
=
 
xs
[
i
 
+
 
1
]
 
-
 
xs
[
i
],
 
dy
=
 
ys
[
i
 
+
 
1
]
 
-
 
ys
[
i
];

        
dxs
[
i
]
=
 
dx
;

        
dys
[
i
]
=
 
dy
;

        
ms
[
i
]
=
 
dy
/
dx
;

    
}

    
// Get degree-1 coefficients

    
var
 
c1s
=
 
[
ms
[
0
]];

    
for
 
(
i
=
 
0
;
 
i
 
<
 
dxs
.
length
 
-
 
1
;
 
i
++
)
 
{

        
var
 
m
=
 
ms
[
i
],
 
mNext
=
 
ms
[
i
 
+
 
1
];

        
if
 
(
m
*
mNext
 
<=
 
0
)
 
{

            
c1s
[
i
]
=
 
0
;

        
}
 
else
 
{

            
var
 
dx_
=
 
dxs
[
i
],
 
dxNext
=
 
dxs
[
i
 
+
 
1
],
 
common
=
 
dx_
 
+
 
dxNext
;

            
c1s
[
i
]
=
 
3
*
common
/
((
common
 
+
 
dxNext
)
/
m
 
+
 
(
common
 
+
 
dx_
)
/
mNext
);

        
}

    
}

    
c1s
.
push
(
ms
[
ms
.
length
 
-
 
1
]);

    
DEBUG
(
"debug: dxs= [ "
 
+
 
dxs
 
+
 
" ]"
)

    
DEBUG
(
"debug: ms= [ "
 
+
 
ms
 
+
 
" ]"
)

    
DEBUG
(
"debug: c1s.length= "
 
+
 
c1s
.
length
)

    
DEBUG
(
"debug: c1s= [ "
 
+
 
c1s
 
+
 
" ]"
)

    

    
// Get degree-2 and degree-3 coefficients

    
var
 
c2s
=
 
[],
 
c3s
=
 
[];

    
for
 
(
i
=
 
0
;
 
i
 
<
 
c1s
.
length
 
-
 
1
;
 
i
++
)
 
{

        
var
 
c1
=
 
c1s
[
i
];

        
var
 
m_
=
 
ms
[
i
];

        
var
 
invDx
=
 
1
/
dxs
[
i
];

        
var
 
common_
=
 
c1
 
+
 
c1s
[
i
 
+
 
1
]
 
-
 
m_
 
-
 
m_
;

        
DEBUG
(
"debug: "
 
+
 
i
 
+
 
". c1= "
 
+
 
c1
);

        
DEBUG
(
"debug: "
 
+
 
i
 
+
 
". m_= "
 
+
 
m_
);

        
DEBUG
(
"debug: "
 
+
 
i
 
+
 
". invDx= "
 
+
 
invDx
);

        
DEBUG
(
"debug: "
 
+
 
i
 
+
 
". common_= "
 
+
 
common_
);

        
c2s
[
i
]
=
 
(
m_
 
-
 
c1
 
-
 
common_
)
*
invDx
;

        
c3s
[
i
]
=
 
common_
*
invDx
*
invDx
;

    
}

    
DEBUG
(
"debug: c2s= [ "
 
+
 
c2s
 
+
 
" ]"
)

    
DEBUG
(
"debug: c3s= [ "
 
+
 
c3s
 
+
 
" ]"
)

    
// Return interpolant function

    
return
 
function
(
x
)
 
{

        
// The rightmost point in the dataset should give an exact result

        
var
 
i
=
 
xs
.
length
 
-
 
1
;

        
// Uncomment the following to return only the interpolated value.

        
//if (x== xs[i]) {return ys[i]; }

        

        
// Search for the interval x is in, returning the corresponding y if x is one of the original xs

        
var
 
low
=
 
0
,
 
mid
,
 
high
=
 
c3s
.
length
 
-
 
1
;

        
while
 
(
low
 
<=
 
high
)
 
{

            
mid
=
 
Math
.
floor
(
0.5
*
(
low
 
+
 
high
));

            
var
 
xHere
=
 
xs
[
mid
];

            
if
 
(
xHere
 
<
 
x
)
 
{
low
=
 
mid
 
+
 
1
;
 
}

            
else
 
if
 
(
xHere
 
>
 
x
)
 
{
high
=
 
mid
 
-
 
1
;
 
}

            
else
 
{

                
// Uncomment the following to return only the interpolated value.

                
//return ys[mid];

                
low
=
 
c3s
.
length
 
-
 
1
;

                
high
=
 
mid
;

                
break
;

            
}

        
}

        
i
=
 
Math
.
max
(
0
,
 
high
);

        
// Interpolate

        
var
 
diff
=
 
x
 
-
 
xs
[
i
];

        
outputCounter
++
;

        
var
 
interpolatedValue
=
 
ys
[
i
]
 
+
 
diff
 
*
 
(
c1s
[
i
]
 
+
 
diff
 
*
  
(
c2s
[
i
]
 
+
 
diff
 
*
 
c3s
[
i
]));

        
// The value of the interpolator's derivative at this point.

        
var
 
derivativeValue
=
 
c1s
[
i
]
 
+
 
diff
 
*
 
(
2
*
c2s
[
i
]
 
+
 
diff
 
*
 
3
*
c3s
[
i
]);

        
DEBUG
(
"debug: #"
 
+
 
outputCounter
 
+
 
". x= "
 
+
 
x
 
+
 
". i= "
 
+
 
i
 
+
 
", diff= "
 
+
 
diff
 
+
 
", interpolatedValue= "
 
+
 
interpolatedValue
 
+
 
", derivativeValue= "
 
+
 
derivativeValue
);

        
// Uncomment the following to return only the interpolated value.

        
// return interpolatedValue;

        
return
 
[
 
interpolatedValue
,
 
derivativeValue
 
];

    
};

};

/*

   Usage example below will approximate x^2 for 0 <= x <= 4.

   Command line usage example (requires installation of nodejs):

   node monotone-cubic-spline.js

*/

var
 
X
=
 
[
0
,
 
1
,
 
2
,
 
3
,
 
4
];

var
 
F
=
 
[
0
,
 
1
,
 
4
,
 
9
,
 
16
];

var
 
f
=
 
createInterpolant
(
X
,
F
);

var
 
N
=
 
X
.
length
;

console
.
log
(
"# BLOCK 0 :: Data for monotone-cubic-spline.js"
);

console
.
log
(
"X"
 
+
 
"\t"
 
+
 
"F"
);

for
 
(
var
 
i
=
 
0
;
 
i
 
<
 
N
;
 
i
 
+=
 
1
)
 
{

    
console
.
log
(
X
[
i
]
 
+
 
'\t'
 
+
 
F
[
i
]);

}

console
.
log
(
" "
);

console
.
log
(
" "
);

console
.
log
(
"# BLOCK 1 :: Interpolated data for monotone-cubic-spline.js"
);

console
.
log
(
"      x       "
 
+
 
"\t\t"
 
+
 
"     P(x)      "
 
+
 
"\t\t"
 
+
 
"    dP(x)/dx     "
);

var
 
message
=
 
''
;

var
 
M
=
 
25
;

for
 
(
var
 
i
=
 
0
;
 
i
 
<=
 
M
;
 
i
 
+=
 
1
)
 
{

    
var
 
x
=
 
X
[
0
]
 
+
 
(
X
[
N
-
1
]
-
X
[
0
])
*
i
/
M
;

    
var
 
rvals
=
 
f
(
x
);

    
var
 
P
=
 
rvals
[
0
];

    
var
 
D
=
 
rvals
[
1
];

    
message
 
+=
 
x
.
toPrecision
(
15
)
 
+
 
'\t'
 
+
 
P
.
toPrecision
(
15
)
 
+
 
'\t'
 
+
 
D
.
toPrecision
(
15
)
 
+
 
'\n'
;

}

console
.
log
(
message
);

```